# WASP-8b
WASP-8bはスーパーWASPによって発見された太陽系外惑星である。スーパーWASPプロジェクトのうち南アフリカ天文台で観測を行うWASP-Southにおいて発見された。